# 圣安东尼奥-杜皮尼亚尔
圣安东尼奥-杜皮尼亚尔是巴西圣保罗州的一个市镇。总面积132.886平方公里，总人口6560人，人口密度49.4人/平方公里。